# Friends Departed
Thomas Armstrong componeerde de cantate Friends Departed in 1928.
De compositie voor sopraan, koor en orkest is opgedragen aan twee in 1916 gesneuvelde militairen in de Eerste Wereldoorlog en ene mevrouw Josephine Clapham in 1920. De soldaten worden benoemd door initialen W.B.M. (staande voor Willie Manson) en O.T.H. (onbekend gebleven). Het is een toonzetting van het gedicht Friends Departed van Henry Vaughan. In vergelijking met zijn eerste cantate A Passer-by is hier het verwerken van al zijn compositorische invloeden beter geslaagd, met name die van Ralph Vaughan Williams is hoorbaar. Op de climax van de compositie zingt sopraan en koor onder begeleiding van het gehele symfonieorkest "Oh holy Hope".  
De gehele compositie neemt maar 12 minuten in beslag.   